# رانندگان فرمول یک اهل دانمارک
تاکنون ۵ رانندهٔ فرمول یک اهل دانمارک در مسابقات جهانی فرمول یک شرکت کرده‌اند.

## رانندگان کنونی

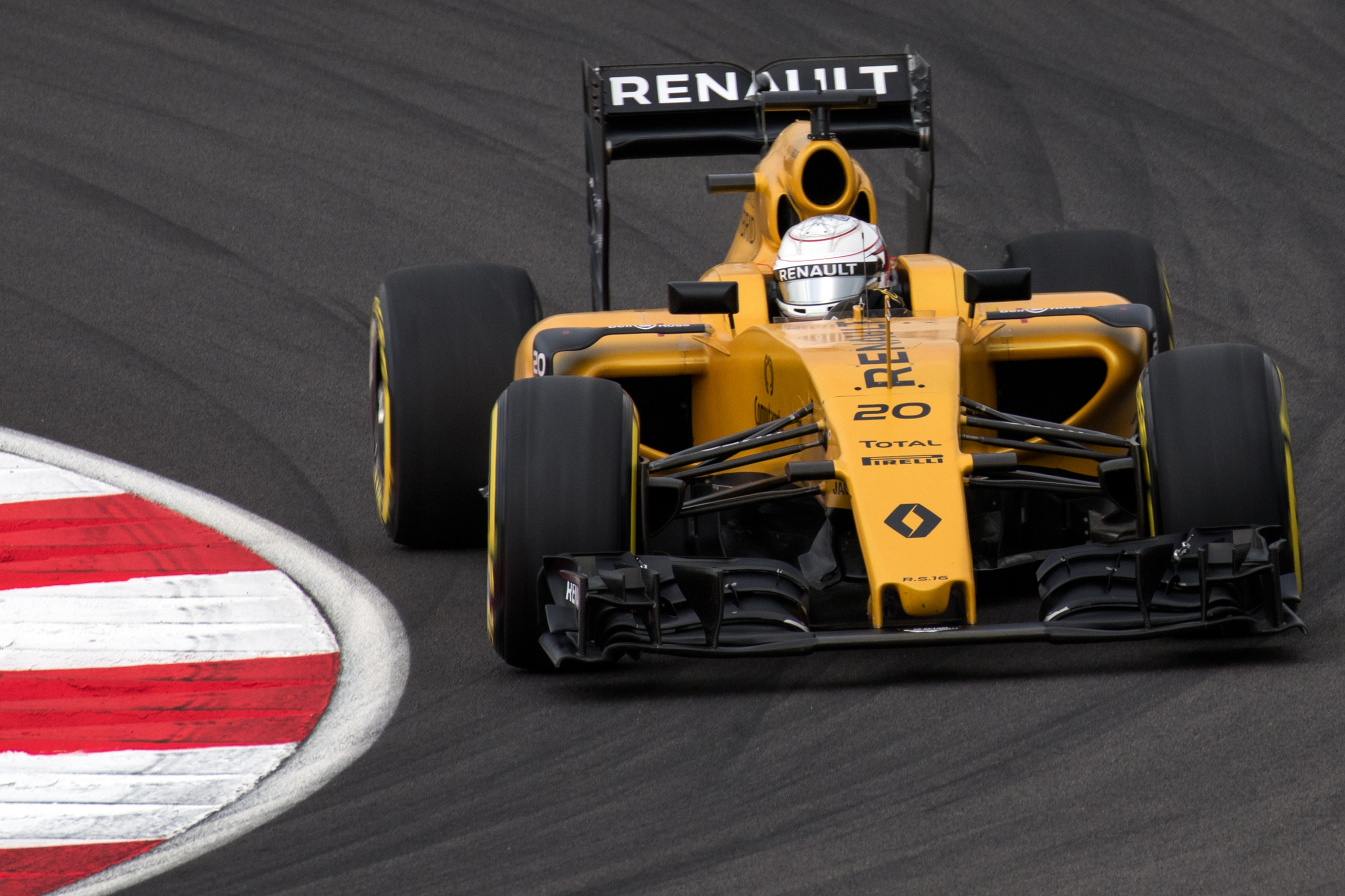
کوین مگنوسن در حال رانندگی برای تیم رنو در جایزه بزرگ مالزی ۲۰۱۶

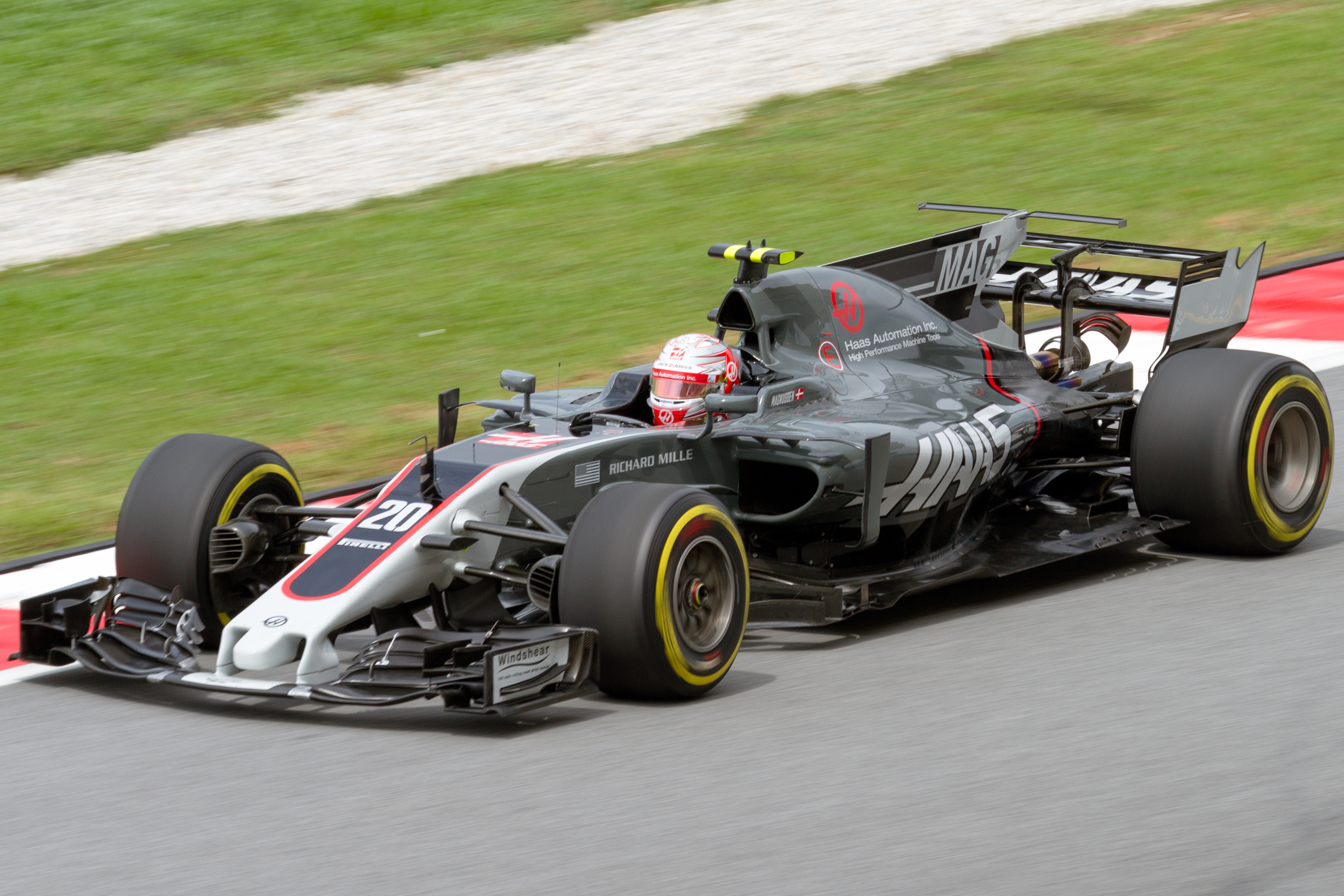
کوین مگنوسن در حال رانندگی برای تیم هاس در جایزه بزرگ مالزی ۲۰۱۷

کوین مگنوسن با نخستین حضورش در جایزه بزرگ استرالیا ۲۰۱۴ با تیم مک‌لارن، به نخستین رانندهٔ دانمارکی نسل دوم در مسابقات فرمول یک تبدیل شد. او در نخستین حضورش توانست با شروع از جایگاه چهارم و پایان در مقام سوم، بالاترین جایگاه در صف شروع مسابقه برای یک رانندهٔ جدید از سال ۲۰۰۷ و بالاترین مقام در پایان مسابقه برای رانندهٔ جدید از سال ۱۹۹۶ را کسب کند – مقامی که پس از رد صلاحیت دنیل ریکاردو از ثبت نتایج مسابقه، به مقام دوم تبدیل شد. با این حال، مگنوسن موفق به ادامهٔ این روند نشد و با وجود کسب جایگاه‌های امتیازدار در طول فصل ۲۰۱۴، پس از آنکه مک‌لارن ترکیب رانندگان خود برای فصل ۲۰۱۵ که متشکل از جنسون باتن و فرناندو آلونسو بود را اعلام کرد، به حاشیه رانده‌شد. با این وجود، پس از تصادف آلونسو در مرحلهٔ آزمایش پیش از آغاز فصل، مگنوسن برای مسابقهٔ گشایشی فصل ۲۰۱۵، جایزه بزرگ استرالیا، به‌عنوان رانندهٔ جایگزین او وارد مسابقه شد – اگرچه مگنوسن به‌دلیل نقص فنی در پیشرانه به‌هنگام زمانگیری برای تعیین جایگاه در صف شروع، موفق به شروع این مسابقه نشد.
مگنوسن برای فصل ۲۰۱۶ به‌عنوان رانندهٔ تمام‌وقت، در کنار رانندهٔ جدید، جولیان پالمر با تیم رنو به مسابقات بازگشت، و در طول این فصل تنها موفق به کسب دو مقام امتیازدار شد. او برای فصل ۲۰۱۷ به تیم هاس پیوست.
- کوین مگنوسن
جایگاه در فصل ۲۰۲۴: هجدهم

## رانندگان سابق
تام بلزو که نخستین بار در جایزه بزرگ سوئد ۱۹۷۳ حضور یافت، اولین رانندهٔ دانمارکی در فرمول یک بود؛ با این حال، او تنها در مرحلهٔ تمرین این گراند پری حاضر شد و سپس خودروی خود را به هاودن گانلی سپرد. او برای اولین بار در جایزه بزرگ آفریقای جنوبی ۱۹۷۴ در روز مسابقه حضور یافت و با بروز نقص فنی در سیستم کلاچ خودرو، در دور اول مسابقه بازنشست شد. بلزو پس از آن در سه مسابقهٔ دیگر نیز شرکت کرد که هر سه آن‌ها در فصل ۱۹۷۴ بودند و تنها در جایزه بزرگ سوئد موفق به آغاز مسابقه شد و در نهایت این مسابقه را در مقام هشتم به پایان رساند.
دو سال پس از آن، ژاک نلمان تلاش کرد تا یک خودروی برابام را برای شرکت در مسابقهٔ جایزه بزرگ سوئد ۱۹۷۶ در مرحلهٔ تعیین خط به صف شروع مسابقه برساند. اما پس خودروی او تنها خودرویی بود که از راه‌یابی به مسابقه بازماند. او پس از آن برای شرکت در جایزه بزرگ سوئد ۱۹۷۷ ثبت‌نام کرد، اما در روز مسابقه غایب بود.
یان مگنوسن، پدر کوین، نخستین حضورش در فرمول یک را به‌عنوان رانندهٔ جایگزین میکا هاکینن، که در آن زمان بیمار بود، در جایزه بزرگ پاسیفیک ۱۹۹۵ تجربه کرد و مسابقه را در جایگاه دهم به پایان رساند. او که در سال ۱۹۹۶ در مسابقات کارت شرکت کرده‌بود، به‌همراه روبنس باریکلو جهت رانندگی برای تیم استوارت ریسینگ در فصل ۱۹۹۷ توسط جکی استوارت، مالک این تیم، انتخاب شد. او با این تیم در مجموع در ۲۴ گراند پری حضور یافت و تنها امتیازش را در آخرین مسابقهٔ خود در فرمول یک، جایزه بزرگ کانادا ۱۹۹۸ کسب کرد. او امروزه همچنان در زمینهٔ مسابقات اتومبیل‌رانی فعال است، و بیشتر در مسابقات خودروهای اسپورت حضور دارد.
نیکلاس کیزا دیگر رانندهٔ دانمارکی است که پس از انتقال جاستین ویلسون به تیم جگوار، نخستین بار با تیم میناردی در جایزه بزرگ آلمان ۲۰۰۳ حضور یافت. او در ۵ مسابقهٔ پایانی از فصل ۲۰۰۳ شرکت کرد و هر پنج مسابقه را به پایان رساند، اما موفق به کسب هیچ امتیازی نشد. کیزا برای فصل ۲۰۰۴ با زولت بام‌گاتنر جایگزین شد.

## جدول زمانی
| رانندگان کنونی | رانندگان کنونی  |
| -------------- | --------------- |
| کوین مگنوسن    | ۲۰۱۴–۲۰۲۰       |
| رانندگان سابق  |                 |
| تام بلزو       | ۱۹۷۳–۱۹۷۴       |
| ژاک نلمان      | ۱۹۷۶            |
| یان مگنوسن     | ۱۹۹۵، ۱۹۹۷–۱۹۹۸ |
| نیکلاس کیزا    | ۲۰۰۳            |
| منبع:          |                 |